# Смаллингерланд
Смаллингерланд (нидерл. Smallingerland, з.-фриз. Smellingerlân) — община в провинции Фрисландия (Нидерланды).

## История
Название «Смаллингерланд» происходит от бывшего посёлка Smalle Ee, где раньше находился большой монастырь. В XIV веке ежегодные ярмарки в Smalle Ee были не менее значимы, чем проходившие в крупных городах Леуварден и Доккум.
Название города Драхтен (главного города общины), возможно, является производным от старого фризского слова Darch, означающего торфяную почву. Роль Драхтена как центра общины восходит к 1641 году, когда некий голландский предприниматель основал в городе предприятие по добычи торфа и для этого построил канал Drachtstervaart. На строительстве было занято 800 рабочих.
В 1641 году фермеры в Северном и Южном Драхтене заключили соглашение с финансистами из Голландии, в числе которых был Хендрикс Боллеман из Гааги, и основали компанию «Drachten Associates». Соглашение предусматривало, что добытый в Смаллингерланде торф будет поставляться по всей Голландии. Для транспортировки был вырыт канал Drachtster Compagnonsvaart.
Несмотря на начальный успех добыча торфа вскоре стала убыточной и привела к банкротству Хендрикса Боллемана. Тем не менее она способствовала росту хозяйственной деятельности в Драхтене: наличие канала стимулировало судостроение и строительство обслуживающих предприятий (канатных и древообрабатывающих заводов, кузниц и т. п.). В 1746 году в Лангевике была построена первая верфь, на которой первоначально изготавливались только деревянные лодки, но после 1895 года также и суда с железным корпусом.
В XVII веке резиденция губернатора Смаллингерланда находилась в городе Аудеха, там же проводились ежегодные ярмарки.
С 1950 года Драхтен быстро развивается и в настоящее время играет важную роль в регионе. Помимо Драхтена, в общину Смаллингерланд входит тринадцать небольших деревень, крупнейшей из которых является Опейнде с населением в 1731 жителей, тогда как наименьшая, Smalle Ee, насчитывает 57 жителей.
По возможностям трудоустройства Смаллингерланд занимает четвёртое место в северной части Нидерландов и второе место в провинции Фрисландия. В торговых центрах, сфере ночной жизни, образовании и здравоохранении есть возможность трудоустройства более 150 000 человек.

## Состав
Население на 10 декабря 2010 года:
| Русское название | Фризское название   | Население |
| ---------------- | ------------------- | --------- |
| Драхтен          | Drachten            | 44.792    |
| Аудеха           | Aldegea             | 1.725     |
| Опейнде          | De Pein             | 1.686     |
| Борнбергум       | Boarnburgum         | 1.559     |
| Роттефалле       | Rottefalle          | 1.381     |
| Драхтстеркомпани | Drachtsterkompenije | 1.195     |
| Хаутигехах       | De Houtigehage      | 956       |
| Де Вильген       | De Wylgen           | 730       |
| Найега           | Nyegea              | 493       |
| Де Тике          | De Tike             | 328       |
| Де Фейнхоп       | De Feanhoop         | 259       |
| Контехеммен      | Koartehimmen        | 245       |
| Гоэнгахаузен     | Goaiïngahuzen       | 69        |
| Смалле Э         | Smelle Ie           | 48        |

Источник: Община Смаллингерланд